# Kintyre
Kintyre (en gaèlic escocès:Cinn Tìre) és una península d'Escòcia occidental al sud-oest d'Argyll and Bute. Aquesta regió fa uns 8 km des de Mull of Kintyre al sud, fins East Loch Tarbert al nord. La regió immediatament al nord de Kintyre rep el nom de Knapdale.
Kintyre és llarga i estreta i cap punt està a més de 18 km de la costa. La part oriental de la península de Kintyre limita amb l'estret de Kilbrannan Sound, hi ha pics costaners com el Torr Mor. La part central està aturonada però la costa és fèrtil i es dedica a l'agricultura i la ramaderia.
La seva principal ciutat és Campbeltown, fabrica un whisky de malta molt apreciat.

## Poblacions de la península Kintyre

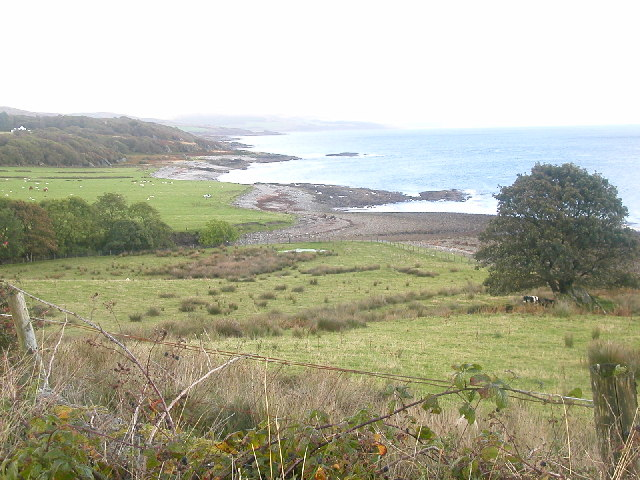
Costa nord-est de la península de Kintyre mirant cap Skipness i el Sound of Bute

Bellochantuy, Campbeltown, Carradale, Clachan, Claonaig, Drumlemble, Glenbarr, Grogport, Kilchenzie, Machrihanish, Muasdale, Peninver, Saddell, Skipness, Southend, Stewarton, Tayinloan, Tarbert, i Whitehouse.